# Wereldkampioenschap superbike van Mosport 1991
Het wereldkampioenschap superbike van Mosport 1991 was de derde ronde van het wereldkampioenschap superbike 1991. De races werden verreden op 2 juni 1991 op Mosport Park nabij Bowmanville, Canada.
Het weekend werd geboycot door de reguliere coureurs omdat zij bezorgd waren over de veiligheid van het circuit. Alleen coureurs die als wildcards waren ingeschreven, startten de races.

## Race 1
| Pos | Nr  | Rijder                     | Constructeur | Rondes | Tijd                | Grid | Punten |
| --- | --- | -------------------------- | ------------ | ------ | ------------------- | ---- | ------ |
| 1   | 72  | Pascal Picotte             | Yamaha       | 24     | 35:17.030           | 2    | 20     |
| 2   | 13  | Yves Brisson               | Honda        | 24     | +7.425              | 4    | 17     |
| 3   | 73  | Steve Crevier              | Kawasaki     | 24     | +9.382              | 5    | 15     |
| 4   | 26  | Linnley Clarke             | Yamaha       | 24     | +16.197             | 9    | 13     |
| 5   | 75  | Michael Taylor             | Kawasaki     | 24     | +38.949             | 8    | 11     |
| 6   | 63  | Benoît Pilon               | Yamaha       | 24     | +40.196             | 6    | 10     |
| 7   | 32  | James Adamo                | Ducati       | 24     | +40.227             | 7    | 9      |
| 8   | 98  | John Hopperstad            | Yamaha       | 24     | +1:24.480           | 11   | 8      |
| 9   | 35  | Christian Gardner          | Yamaha       | 23     | +1 ronde            | 16   | 7      |
| 10  | 38  | Tom Etherington            | Yamaha       | 23     | +1 ronde            | 14   | 6      |
| 11  | 88  | Clyde McDonald             | Suzuki       | 23     | +1 ronde            | 13   | 5      |
| 12  | 45  | Mike Walsh                 | Yamaha       | 23     | +1 ronde            | 15   | 4      |
| 13  | 41  | Phil Kress                 | Kawasaki     | 23     | +1 ronde            | 10   | 3      |
| 14  | 171 | František Mrázek           | Ducati       | 23     | +1 ronde            | 12   | 2      |
| 15  | 57  | Don Vance                  | Suzuki       | 22     | +2 ronden           | 17   | 1      |
| DNF | 24  | Reuben McMurter            | Honda        | 4      | Uitgevallen         | 3    |        |
| DNF | 76  | Tom Kipp                   | Yamaha       | 3      | Uitgevallen         | 1    |        |
| DNQ | 78  | Oldrich Schmuttermeier sr. | Suzuki       | 0      | Niet gekwalificeerd |      |        |
| DNQ | 70  | Jack Paterson              | Suzuki       | 0      | Niet gekwalificeerd |      |        |

## Race 2
| Pos | Nr  | Rijder                     | Constructeur | Rondes | Tijd                | Grid | Punten |
| --- | --- | -------------------------- | ------------ | ------ | ------------------- | ---- | ------ |
| 1   | 76  | Tom Kipp                   | Yamaha       | 25     | 36:27.553           | 1    | 20     |
| 2   | 26  | Linnley Clarke             | Yamaha       | 25     | +9.437              | 9    | 17     |
| 3   | 24  | Reuben McMurter            | Honda        | 25     | +10.328             | 3    | 15     |
| 4   | 13  | Yves Brisson               | Honda        | 25     | +10.333             | 4    | 13     |
| 5   | 73  | Steve Crevier              | Kawasaki     | 25     | +10.408             | 5    | 11     |
| 6   | 63  | Benoît Pilon               | Yamaha       | 25     | +1:18.895           | 6    | 10     |
| 7   | 98  | John Hopperstad            | Yamaha       | 25     | +1:18.987           | 11   | 9      |
| 8   | 41  | Phil Kress                 | Kawasaki     | 24     | +1 ronde            | 10   | 8      |
| 9   | 38  | Tom Etherington            | Yamaha       | 24     | +1 ronde            | 14   | 7      |
| 10  | 35  | Christian Gardner          | Yamaha       | 24     | +1 ronde            | 16   | 6      |
| 11  | 88  | Clyde McDonald             | Suzuki       | 24     | +1 ronde            | 13   | 5      |
| 12  | 45  | Mike Walsh                 | Yamaha       | 23     | +2 ronden           | 15   | 4      |
| 13  | 171 | František Mrázek           | Ducati       | 23     | +2 ronden           | 12   | 3      |
| DNF | 57  | Don Vance                  | Suzuki       | 21     | Uitgevallen         | 17   |        |
| DNF | 32  | James Adamo                | Ducati       | 16     | Uitgevallen         | 7    |        |
| DNF | 72  | Pascal Picotte             | Yamaha       | 6      | Uitgevallen         | 2    |        |
| DNF | 75  | Michael Taylor             | Kawasaki     | 0      | Uitgevallen         | 8    |        |
| DNQ | 78  | Oldrich Schmuttermeier sr. | Suzuki       | 0      | Niet gekwalificeerd |      |        |
| DNQ | 70  | Jack Paterson              | Suzuki       | 0      | Niet gekwalificeerd |      |        |

## Tussenstanden na wedstrijd
| Pos | Nr | Rijder            | Team     | Punten |
| --- | -- | ----------------- | -------- | ------ |
| 1   | 53 | Doug Polen        | Ducati   | 60     |
| 2   | 4  | Rob Phillis       | Kawasaki | 45     |
| 3   | 2  | Fabrizio Pirovano | Yamaha   | 45     |
| 4   | 7  | Terry Rymer       | Yamaha   | 39     |
| 5   | 30 | Juan López Mella  | Honda    | 38     |

1989 · 1990 · 1991